# Усубов, Эльхан Забир оглы
Эльхан Забир оглы Усубов (азерб. Elxan Zabir oğlu Usubov; род. 26 мая 1960, Мингечевир) — глава Исполнительной власти города Шеки (с 2011).

## Биография
Родился 26 мая 1960 года в г. Мингечевир. По специальности — инженер-электрик и экономист.
Работал в г. Шеки. Занимался предпринимательской деятельностью.
Глава Исполнительной власти Агстафинского района (18 декабря 2007 — 23 мая 2011).
Глава Исполнительной власти г. Шеки (с 23 мая 2011).
Автор рационализаторских и научных предложений.